# Fred Creighton
Fred B. Creighton (* 14. Juli 1933 in Hamiota, Manitoba; † 28. September 2011 in Charlotte, North Carolina) war ein kanadischer Eishockeyspieler und -trainer, der unter anderem die Atlanta Flames und Boston Bruins in der National Hockey League trainiert hat. 

## Karriere
Fred Creighton begann seine Karriere als Eishockeyspieler in der professionellen Western Hockey League, in der er von 1955 bis 1961 für die Saskatoon Quakers, New Westminster Royals, Seattle Americans, Spokane Comets und Portland Buckaroos aktiv war. Anschließend wechselte der Angreifer zu Beginn der Saison 1961/62 zu den Providence Reds aus der American Hockey League. Nach nur einer Spielzeit verließ er die Mannschaft wieder und spielte zwei Jahre lang für die Charlotte Checkers in der Eastern Hockey League. Die Saison 1963/64 verbrachte er bei deren Ligarivalen New Haven Blades und den Fort Wayne Komets aus der International Hockey League. 
Im Sommer 1964 kehrte Creighton zu seinem Ex-Club Charlotte Checkers zurück, für den er in den folgenden beiden Spielzeiten als Spielertrainer auflief, ehe er im Anschluss an die Saison 1965/66 im Alter von 35 Jahren seine aktive Laufbahn beendete. Fortan war er bis 1972 ausschließlich als Cheftrainer der Checkers tätig. Danach unterschrieb er bei den Omaha Knights aus der Central Hockey League, mit denen er in der Saison 1972/73 erstmals die Meisterschaft gewann. Zudem wurde er mit der Jake Milford Trophy als bester Trainer der CHL ausgezeichnet. Nach zweieinhalb Jahren verließ der Kanadier die Knights gegen Ende der Saison 1974/75 und schloss sich den Atlanta Flames aus der National Hockey League an, mit denen er in fünf Spielzeiten vier Mal die Playoffs um den Stanley Cup erreichte, jedoch nie über die erste Runde hinauskam. 
Zur Saison 1979/80 wurde Creighton von Atlantas Ligarivalen, den Boston Bruins, verpflichtet. Dort wurde er trotz einer erfolgreichen Spielzeit mit 40 Siegen in 73 Spielen sieben Spieltage vor Schluss von General Manager Harry Sinden entlassen, der anschließend selbst das Traineramt für den Rest der Saison übernahm. Von 1981 bis 1984 arbeitete Creighton als Trainer für die Indianapolis Checkers aus der CHL, mit denen er in seinen ersten beiden Jahren jeweils die CHL-Meisterschaft gewann. Nachdem er von 1985 bis 1986 die Springfield Indians betreut hatte, zog sich Creighton aus dem professionellen Eishockey zurück und war ab 1987 gemeinsam mit seiner Frau als Geschäftsleiter von zunächst zwei und später dann zwölf Little-Caesars-Restaurants in Sacramento tätig.
1995 zog Creighton mit seiner Frau nach Rancho Murieta. Von 1997 bis 1999 unterstützte er einen Freund bei dem Aufbau eines Eishockeyteams in Charlotte, North Carolina, und kehrte anschließend nach Rancho Murieta zurück. Als Creighton 2009 in die Manitoba Hockey Hall of Fame aufgenommen wurde, litt er bereits an der Alzheimer-Krankheit, an deren Folgen er im September 2011 verstarb. Creighton hinterließ seine Frau und zwei Söhne.

## Erfolge und Auszeichnungen
- 1973 CHL-Meister mit den Omaha Knights
- 1973 Jake Milford Trophy
- 1982 CHL-Meister mit den Indianapolis Checkers
- 1982 Jake Milford Trophy
- 1983 CHL-Meister mit den Indianapolis Checkers
- 2009 Aufnahme in die Manitoba Hockey Hall of Fame